# Jinx (serie de televisión)
Jinx es una serie de televisión de comedia infantil británica basada en la trilogía de libros Lulu Baker, escrita por Fiona Dunbar. La primera temporada se estrenó el 31 de octubre de 2009, por CBBC y puso fin a su emisión el 23 de enero de 2010. La serie sigue la vida de Lulu Baker, una adolescente que es capaz de cocinar hechizos. Sin embargo, su hada madrina, Cookie, deja que las cosas vayan bien.
La primera serie fue producida por Kindle Entertainment durante un período de tres meses, filmada en los estudios de la BBC en Manchester y Oxford Road Studios ,  una segunda temporada no se ha encargado todavía. En Canal abierto de Australia ABC3 transmitió el primer episodio el 28 de septiembre de 2010.

## Sinopsis
La serie narra la vida de Lulu Rose Katharine Baker, una adolescente cuyo padre acaba de volver a casarse con una mujer, Lulu cree que es el peor madrastra de todas. Sin embargo, su hada madrina, Cookie, luego viene en ayuda de Lulu y juntas utilizan hechizos para el bien, aunque la mayoría de las situaciones resultan malas para las personas involucradas, por lo general debido a la incompetencia de Cookie.

## Reparto
- Amber Beattie como Lulu Baker
- Chizzy Akudolu como Cookie
- Ben Davies como Chip
- Gia Lodge-O'Meally como Frenchy

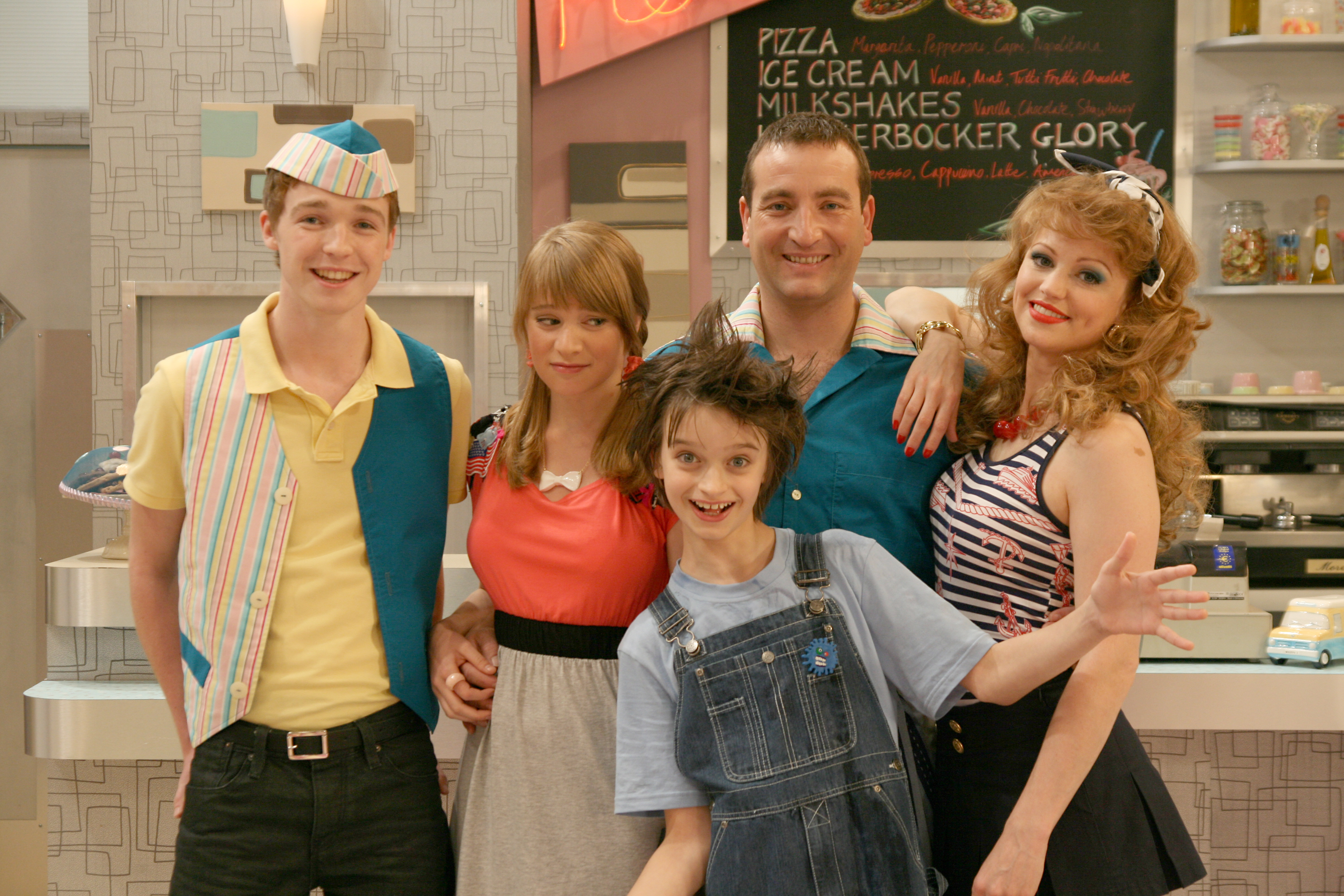
Elenco de la serie

- James Ainsworth como Torquil Le Bone
- Michael Nardone como Mike
- Lucy Chalkley como Minty Le Bone
- Morag Siller como Señora Kilbraith

### Personajes

#### Lulu Baker
Es la protagonista de la serie. Tiene catorce años y asiste a la Escuela Secundaria de California. Despierta, inteligente y creativa, no encuentra solución a sus problemas. Está muy ligada a su padre Mike, y se siente bastante extraña hacia el comportamiento de su madrastra Minty, que la ama mucho. Frenchy es su mejor amiga, y tiene un primo llamado Chip. A menudo se siente molesta por su hermanastro Torquil, que hace numerosos chistes. Su archienemiga es Penny Kilbrath, la hija de la señora Kilbrath, la directora de su escuela. Lulu las llama "un par de brujas malolientes, sucias, desagradables y rencorosas". Su vida cambia cuando descubre que es la nueva dueña del libro de cocina de su madre, y de tener un hada madrina llamada Cookie, con la que le gusta hacer las recetas mágicas para cambiar el comportamiento de las víctimas, pero a menudo estas recetas terminan en problemas.

#### Cookie
Es la pequeña hada linda que vive en el libro mágico de Lulu, que había pertenecido a la madre de esta última. Es muy traviesa y le gusta hacer travesuras con frecuencia a la propia Lulu. A menudo le gusta burlarse de las personas que pertenecen a las clases sociales Lulu, o incluso Frenchy, Torquil, y los padres de Lulu y Torquil. Ella dice que no tiene novio desde 1582, y ayuda a preparar las recetas mágicas para Lulu. Lulu es la única que la puede ver y sentir.

#### Chip Sollon
Siempre listo con una broma, Chip es el personaje cómico de la serie. Cree en los extraterrestres, y le gusta ver películas de terror y ciencia ficción. En el tercer episodio se suponía que iba a ayudar a Lulu para ganar un desfile de moda, pero no lo hizo debido a demasiados compromisos, como el fútbol, la escuela y el bar. Para ayudarlo, Lulu y Cookie crean galletas que, recién preparadas, toman la forma de tres personalidades de Chip: uno gruñón, porque Lulu había añadido leche agria a la masa, el otro romántico, porque se había añadido un exceso de azúcar en la masa, y la última no inteligente, porque la masa había llegado un poco herida. Frenchy está enamorada de él.

#### Frenchy
Es la mejor amiga de Lulu. Es la única que sabe el secreto de Lulu. Es muy sencilla, inteligente, espontánea y creativa, y comparte todo con Lulu. Está enamorada de Chip, el primo de Lulú, pero este último la suele evitar y no se da cuenta de que Frenchy está enamorada de él. En el primer episodio, Torquil hace que Frenchy coma un buñuelo que hace que la gente sea invisible, mientras que en el tercer episodio Frenchy sale con uno de los clones de Chip creados por Lulú, pero luego lo deja porque estaba harta de su comportamiento demasiado exagerado.

#### Torquil LeBone
Es el hijo de Minty y medio hermano de Lulu, le gusta burlarse de ella. Es muy exagerado, y le encanta robar donas, si no come su personalidad chispeante y efervescente se pondría en peligro serio. Está enamorado de Frenchy, solo que esta no lo ama por su diferencia de edad, ya que Torquil tiene 10 años, mientras que Frenchy tiene 14 años.

#### Minty LeBone Baker
Mamá de Torquil, la nueva señora Baker y la esposa de Mike, siempre se viste de una manera exagerada. Es muy amiga de sus hijos, tiene un club de "ragazzoccie", y trata extrañamente a la gente que no siente a su altura. A los 18 años fue una famosa estrella del pop, llamada "BaraMinta Angel" y encabezó las listas de todo el mundo con el sencillo "Life is a Miserable Journey".

#### Mike Baker
Es el padre de Lulú, el prototipo de la persona inglesa clásica. Come perros calientes, hamburguesas, pizza y palomitas de maíz, ama tanto a Minty, que ni se le ocurre discutir con ella. Es nativo de Sicilia, Caltagirone, precisamente, y tiene un hermano llamado Paolo, interpretado por Michael Nardone también. No lo ama, y eran rivales desde cuando eran pequeños.

#### Señora  Kilbrath
Es la antipática directora de la escuela de Lulú. Tiene una hija llamada Penny, quien es la archienemiga de Lulú.

## Lista de episodios
| # | Título                    | Fecha de estreno        | Dirigido por |
| --- | ------------------------- | ----------------------- | ------------ |
| 1 | «Baker House Blend»       | 31 de octubre de 2009   | Angelo Abela |
| El padre de Lulu recientemente se volvió a casar y Lulu está teniendo dificultades para hacer frente a su nueva madrastra y su hermano, y cuando Torquil se muda en la habitación de Lulu, ella ha tenido suficiente. Ella pronto descubre el libro de recetas de magia de su madre biológica, que se utiliza para hacer frente a Torquil y encontrar su hada madrina, Cookie. |                           |                         |              |
| 2 | «Dead and Butter Pudding» | 1 de noviembre de 2009  | Matt Bloom   |
| Cuando Torquil se convierte en un zombi después de comer accidentalmente un budín de pan y mantequilla mágico , Lulu se convierte en pánico ... después de todo, su hermanastro quiere comer sus cerebros y ella está preocupada de que su carrera de niñera ha terminado. |                           |                         |              |
| 3 | «Cookie Chips»            | 7 de noviembre de 2009  | Matt Bloom   |
| Lulu convoca múltiples clones de Chip con la ayuda de la receta de Cookie para ayudarla en la preparación del show de moda de su escuela. Sin embargo, como Lulu ya prometió a Frenchy que ella no va a usar la magia para ayudarse a ella, el secreto de Lulu se vuelve difícil de ocultar.                                                                                   |                           |                         |              |
| 4 | «Sweet Taste of Success»  | 8 de noviembre de 2009  | Angelo Abela |
| Lulu usa una receta para leer la mente de Frenchy recibir respuestas durante una prueba de geografía de superar un reto presentado por Penny para ver quién puede ganar la máxima puntuación, pero se vuelve confuso cuando Frenchy casi falla su prueba. |                           |                         |              |
| 5 | «The Chip Files»          | 14 de noviembre de 2009 | Angelo Abela |
| Cuando Cookie convierte a Chip en un alienígena, no se sabe muy bien qué creer! |                           |                         |              |
| 6 | «A Slice of the Future»   | 15 de noviembre de 2009 | Angelo Abela |
| Gracias a Cookie, las pizzas fish and chips de Mike disfrutan de un breve período de popularidad. |                           |                         |              |
| 7 | «Proof of the Pudding»    | 21 de noviembre de 2009 | Angelo Abela |
| Lulu ingenia una reconciliación entre su padre y su largamente distanciado hermano Paolo. |                           |                         |              |
| 8 | «A Slight Hiccup»         | 22 de noviembre de 2009 | Angelo Abela |
| Es el cumpleaños de Lulu y la sorpresa de Minty le da nada más que placer. |                           |                         |              |
| 9 | «Ratatorquil»             | 12 de diciembre de 2009 | Angelo Abela |
| Es el Día de San Valentín y Lulu no tiene una cita, pero Cookie tiene una solución. |                           |                         |              |
| 10 | «Minty Freshman»          | 13 de diciembre de 2009 | Angelo Abela |
| Lulu se ofrece voluntariamente a sí misma y a Frenchy para el show de talentos de la escuela. |                           |                         |              |
| 11 | «Humble Pie and Mash»     | 26 de diciembre de 2009 | Angelo Abela |
| Lulu intenta convertir a su padre en un artista de televisión y termina convirtiéndose en una celebridad a sí misma. |                           |                         |              |
| 12 | «Flavour of the Month»    | 19 de diciembre de 2009 | Angelo Abela |
| Cookie ofrece una receta que hace que el mundo este de acuerdo con todo lo que dice Lulu. |                           |                         |              |
| 13 | «Cake Expectations»       | 26 de diciembre de 2009 | Angelo Abela |
| Lulu tiene que hacer una presentación en clase sobre una novela victoriana, pero ella no ha leído el libro. |                           |                         |              |